# Wamos Air
Wamos Air, precedentemente Pullmantur Air, è una compagnia aerea spagnola con sede a Madrid. Opera principalmente voli charter, molti dei quali per conto della sussidiaria Pullmantur Cruises dalla sua base principale all'aeroporto di Madrid-Barajas. Dal 2016 è posseduta per l'81% da Springwater Capital e per il 19% da Royal Caribbean Group. Il governo britannico ha noleggiato più volte un 747 di Wamos Air per rimpatriare i cittadini britannici da Wuhan, in Cina e in Giappone durante la pandemia di COVID-19.

## Storia
La compagnia aerea è stata fondata come Pullmantur Air dal Grupo Marsans nel 2003, in sostituzione di alcune delle operazioni della defunta Oasis Airlines, fino alla creazione di Air Comet. Fin dalla sua nascita, la compagnia ha operato solo ed esclusivamente voli charter per il trasporto dei passeggeri del tour operator Pullmantur e della sua controllata Paditur (crociere e soggiorno nei Caraibi). Le operazioni sono iniziate con voli charter per Punta Cana e Cancun noleggiando un Boeing 747-300 (registrato EC-IOO) da ILFC via Air Atlanta Icelandic. Durante la stagione estiva, Pullmantur Air offriva anche il trasporto aereo da Madrid ai porti di partenza delle crociere di Pullmantur all'interno dello stesso pacchetto all-inclusive. Nel 2006 è stato venduto, insieme al resto delle sussidiarie del tour operator Pullmantur (crociere, compagnia aerea, soggiorno), alla compagnia nordamericana Royal Caribbean Cruises. Dall'inizio del 2011 ha iniziato voli di linea che collegano settimanalmente le città di Madrid, Cancun e Punta Cana.
Il 19 dicembre 2014, i nuovi proprietari hanno cambiato il nome in Wamos Air all'interno del gruppo Wamos

## Flotta

### Flotta attuale
A gennaio 2024 la flotta di Wamos Air è così composta:

### Flotta storica
Wamos Air operava in precedenza con i seguenti aeromobili: